# Wake Forest Demon Deacons football
La squadra di football dei Wake Forest Demon Deacons rappresenta la Wake Forest University. I Demon Deacons competono nella Football Bowl Subdivision (FBS) della National Collegiate Athletics Association (NCAA) e nell’Atlantic Division della Atlantic Coast Conference. La squadra è allenata da Dave Clawson. Gioca le sue gare interne al Allegacy Federal Credit Union Stadium di Winston-Salem, Carolina del Nord, e le sue rivalità principali sono con i North Carolina Tar Heels, i Duke Blue Devils e gli NC State Wolfpack.
Wake Forest ha faticato nel football per la maggior parte della seconda metà del ventesimo secolo. L’istituto è il sesto più piccolo nella FBS in termini di iscrizioni (dietro solo a Rice, Tulsa e a tre accademie militari). È anche l’università più piccola a fare parte delle cosiddette Power Five, le cinque conference principali. Ad ogni modo, a partire dall’inizio del ventunesimo secolo, i Demon Deacons sono migliorati sensibilmente, avendo raggiunto dieci bowl di fine stagione in due decenni.

## Conference di appartenenza
Wake Forest è stata sia indipendente che affiliata a due conference durante la sua storia.
- Independente (1888–1935)
- Southern Conference (1936–1952)
- Atlantic Coast Conference (1953–presente)

## Numeri ritirati
| N. | Giocatore        | Ruolo |
| -- | ---------------- | ----- |
| 16 | Norm Snead       | QB    |
| 19 | Bill Armstrong   | DB    |
| 31 | Brian Piccolo    | HB    |
| 33 | Billy Ray Barnes | HB    |
| 47 | Bill George      | LB    |